# إدغار مارتينز
إدغار مارتينز (بالإنجليزية: Edgar Martins)‏ هو مصور بريطاني، ولد في 1977 في يابرة في البرتغال.